# Ivan Jelačin mlajši
Ivan Jelačin, slovenski industrialec, veletrgovec in mecen, * 23. november 1886, Ljubljana, Avstro-Ogrska, † 22. januar 1955.

## Življenjepis
Ivan Jelačin mlajši se je rodil 23. novembra 1886 v Ljubljani. V letih 1897–1900 je v Ljubljani obiskoval gimnazijo. Po končani gimnaziji je odšel v Prago, kjer je nadaljeval šolanje na trgovski akademije in tam 1905 diplomiral. Po končanem študiju je kot družabnik pristopil k očetovi firmi Jelačin, ki jo je 1888 ustanovil njegov oče Ivan starejši, ukvarjala pa se predvsem z uvozom kolonialnega blaga. 
Leta 1911 je v Ljubljani ustanovil tovarno zamaškov Jelačin & Co, ki jo vodil njegov brat Milutin, 1918 je dal pobudo za ustanovitev društva sladkor in 1920 pobudo za ustanovitev delniške družbe Merkur. Leta 1921 je ustanovil tovarno kisa in špirita Vinocet v Ljubljani.
V letih 1920–27 je bil predsednik Zveze trgovskih združenj v Ljubljani, nato predsednik Zbornice za trgovino, obrt in industrijo, bil je predsednik Ljubljanske borze za blago in vrednosti, podpredsednik Ljubljanskega velesejma in soustanovitelj založbe Modra ptica. Kot član uprave Ljubljanske kreditne banke je uspešno vodil dvoletno reševanje tega zavoda skupaj s Slavensko banko in s tem obvaroval banko in slovensko gospodarstvo pred občutno škodo. Leta 1927 je bil izvoljen v upravni svet Narodne banke.
Slovel je tudi kot velik zbiralec umetnin.
Podpiral je razvoj trgovine na Slovenskem in dal pobudo za gradnjo trgovske akademije in trgovskega doma v Ljubljani. Med drugo svetovno vojno je bil v letih 1944–45 interniran v Dachauu. Po 1945 je bilo njegovo podjetje nacionalizirano.